# Gynoplistia (Gynoplistia) inconjuncta
Gynoplistia (Gynoplistia) inconjuncta is een tweevleugelige uit de familie steltmuggen (Limoniidae). De soort komt voor in het Australaziatisch gebied.